# Белгородский сельский округ
Бе́лгородский се́льский окру́г (каз. Белгород ауылдық округі) — административная единица в составе Сандыктауского района Акмолинской области Республики Казахстан. Административный центр — село Белгородское.

## География
Сельский округ расположен в восточной части района, граничит:
- на востоке с Бурабайским районом,
- на юго-востоке с Васильевским сельским округом,
- на юго-западе с Каменским сельским округом,
- на западе с Балкашинским сельским округом,
- на северо-западе с Сандыктауским сельским округом,
- на севере с Зерендинским районом.

На территории сельского округа протекает река Сыркырама.

## История
В 1989 году существовал как Белгородский сельсовет (сёла Белгородское, Новодобринка, Приображенка, Раздольное, Профинтерн).

## Население
| Численность населения | Численность населения | Численность населения |
| 1989                  | 1999                  | 2009                  |
| --------------------- | --------------------- | --------------------- |
| 2007                  | ↘1500                 | ↘918                  |

## Состав
В состав сельского округа входят 3 населённых пунктов.
| № | Населённый пункт | Тип населённого пункта       | Население, 1989 | Население, 1999 | Население, 2009 |
| - | ---------------- | ---------------------------- | --------------- | --------------- | --------------- |
| 1 | Белгородское     | село, административный центр | 1 157           | 760             | 547             |
| 2 | Новодобринка     | село (бывшее)                | 186             | 158             | 15              |
| 3 | Преображенка     | село                         | 295             | 231             | 159             |
| 4 | Профинтерн       | село (бывшее)                | 87              | 36              | -               |
| 5 | Раздольное       | село                         | 282             | 315             | 197             |

В 1989 году в сельском округе насчитывалось 5 населённых пунктов.
- село Профинтерн — ликвидировано в 2006 году, поселение вошло в состав села Преображенка[9].
- село Новодобринка — ликвидировано в 2009 году, поселение вошло в состав села Белгородское[10].